# 恵萼
恵萼（えがく、生没年不詳）は、平安時代前期の僧。日本と唐の間を何度も往復したことで知られる。
漢字表記は一定せず、惠蕚、慧蕚、慧鍔、慧諤などとも書かれる。

## 生涯
恵萼については日本および中国の様々な書籍に断片的な記載があるのみで、不明な点も少なくない。
嵯峨天皇の皇后であった橘嘉智子は、禅の教えを日本にもたらしたいと考えた。恵萼はその命を奉じて、弟子とともに入唐し、唐の会昌元年（841年）に五台山に到って嘉智子皇后からことづかった宝幡・鏡奩などの贈り物を渡し、日本に渡る僧を求めた。その後も毎年五台山に巡礼していたが、会昌の廃仏に遭って還俗させられた。
なお、恵萼の求めに応じて、唐から義空が来日している。のち、恵萼は蘇州の開元寺で「日本国首伝禅宗記」という碑を刻ませて日本に送り、羅城門の傍に建てたが、同碑はのちに門が倒壊したときにその下敷きになって壊れたという。

## 白氏文集
白居易は自ら『白氏文集』を校訂し、各地の寺に奉納していたが、恵萼はそのうち蘇州の南禅寺のものを会昌4年（844年）に筆写させ、日本へ持ち帰った。これをもとにして鎌倉時代に筆写された金沢文庫旧蔵本の一部が日本各地に残っており、その跋や奥書に恵萼がもたらした本であることを記している。金沢文庫本は『白氏文集』の本来の姿を知るための貴重な抄本である。

## 普陀山
恵萼はまた浙江省の普陀山の観音菩薩信仰に関する伝説でも有名である。この伝説は時代が降るが、中国では『仏祖統紀』（13世紀）、日本では『元亨釈書』（14世紀）に初めて見える。それらによれば、恵萼は大中12年（858年）に五台山から得た観音像（『仏祖歴代通載』では菩薩の画像とする）を日本に持って帰ろうとしたが、普陀山で船が進まなくなった。観音像を下ろしたところ船が動くようになったため、普陀山に寺を建ててその観音像を安置したという。この観音は、唐から外に行こうとしなかったことから、不肯去観音（ふこうきょかんのん）と呼ばれた。

## 映画
2013年の中国映画『不肯去観音』では、中泉英雄が恵萼を、中野良子が橘太后を演じた。

## 関連文献
- 橋本進吉「慧蕚和尚年譜」『橋本進吉博士著作集』 12巻、岩波書店、1972年（原著1922年）。